# Splachnum weberbaueri
Splachnum weberbaueri är en bladmossart som beskrevs av Hermann Johann O. Reimers 1929. Splachnum weberbaueri ingår i släktet parasollmossor, och familjen Splachnaceae. Inga underarter finns listade i Catalogue of Life.